# Brzezie-Leśniczówka
Brzezie-Leśniczówka – miejscowość będąca niegdyś częścią wsi Rózinowo. Obecnie Rózinowo jest włocławskim osiedlem. Decyzją uchwały Rady Miasta Włocławek postanowiono wnioskować za pośrednictwem Wojewody Kujawsko-Pomorskiego do „ministra właściwego do spraw administracji publicznej” o zniesienie nazwy Brzezie-Leśniczówka. Obecnie w Krajowym Rejestrze Urzędowym Podziału Terytorialnego Kraju Brzezie-Leśniczówka występuje jako część miasta Włocławek.